# Изчезналия превоз
„Изчезналия превоз“ (на английски: The Lost Special) е „неканонически“ разказ на писателя Артър Конан Дойл за известния детектив Шерлок Холмс. Публикуван е през август 1898 година в списание „Странд“. 

## Сюжет
Внимание:  Текстът по-долу разкрива сюжета на произведението (или части от него)!
На 3 юни 1890 година г-н Луи Каратал се обръща за помощ към директора на Ливърпулската жп гара. Каратал за много голяма сума поръчва специален превоз, тъй като спешно трябва да стигне до източното крайбрежие на Англия. Влакът тръгва за Ливърпул, но по пътя изчезва. Само в храстите, недалеч от една от гарите, е бил намерен мъртъв машиниста на влака.
Полицията щателно разследва този случай. Към главната жп линията са свързани няколко второстепенни линии, но и там изчезналият превоз не е бил открит. Неизвестен „дилетант-логик“ изпраща на вестник „Таймс“ писмо, в което излага теорията, че влакът може да е бил взривен от някакво вещество с невероятна сила. Но никакви следи от експлозия не са открити.
Не след дълго госпожа Макферсън, съпругата на кондуктора на липсващия превоз, получава писмо от САЩ. Съпругът ѝ изпраща пари и ѝ предлага да дойде тайно в Америка заедно с дъщеря си. Полицията прави засада, но кондукторът не идва на срещата.
Осем години по-късно само признанието на Ербер де Лернак, осъден на смърт престъпник и криминален гений, разкрива целия пъзел с изчезването на влака.
Оказва се, че Луи Каратал пренася от Южна Америка в Париж секретни документи, които трябва да разобличат финансовите измами на високопоставени лица във Франция. Опасявайки се от разкритието, тези хора, наемат де Лернак да убие Каратал и да унищожи всички уличаващи документи. Де Лернак подготвя много начини за убийството на Каратал. Когато наемният убиец узнава, че Каратал се кани да пътува с влак, започва да действа.
Неговите съучастници са подкупили целия персонала на влака, с изключение на машиниста, който по-късно е бил изхвърлен от влака, от което умира. Всички други служители на влака, включително кондукторът Макферсън, получавайки много пари, тайно са избягали в САЩ.
В много кратко време основната железопътна линия е била свързана към един стар изоставен релсов път, който е водел до неработеща минна шахта. Злосторниците продължават този път, довеждайки релсите до самия ръб на шахтата. В резултат на това, влакът на Каратал се отклонява от главния път, отива до шахтата и се срутва в пропастта. След катастрофата де Лернак и неговите съучастници демонтират и изнасят всички релси, и замаскират входа на мината така, че полицията не може да намери никакви следи от влаковата катастрофа.